# Drenovac (miasto Šabac)
Drenovac (cyr. Дреновац) – wieś w Serbii, w okręgu maczwańskim, w mieście Šabac. W 2011 roku liczyła 2035 mieszkańców.